# Stefan Hachul
Stefan Hachul (* 20. Juni 1973 in Kerpen; † 19. Februar 2012 in Köln) war ein deutscher Triathlet.

## Werdegang
Stefan Hachel studierte an der Universität zu Köln und promovierte 2005 am Institut für Informatik. Er startete für den Verein PSV Bonn und später für das PZM-Team Riederau. Im Triathlon nahm er bei Bewerben auf der Kurz-, Mittel und Langdistanz teil. Ende der 1990er-Jahre gehörte er dem Nationalkader der DTU an.
Er konnte dreimal in Österreich auf der Langdistanz den Trans Vorarlberg Triathlon (3 km Schwimmen, 120 km Radfahren und 15 km Laufen) für sich entscheiden (1994, 1996, 1997). Zwei seiner größten sportlichen Erfolge waren der 18. Rang bei der Weltmeisterschaft auf der Langdistanz in Schweden sowie drei Monate später der 24. Rang beim Ironman Hawaii im Jahr 1999.
2012 verstarb er im Alter von 38 Jahren nach schwerer Krankheit.

## Sportliche Erfolge
| Datum/Jahr    | Rang | Wettbewerb                                         | Austragungsort   | Zeit     | Bemerkung                                                                                |
| ------------- | ---- | -------------------------------------------------- | ---------------- | -------- | ---------------------------------------------------------------------------------------- |
| 15. Okt. 2005 | 140  | Ironman Hawaii                                     | Hawaii           | 09:31:27 |                                                                                          |
| 17. Juli 2005 | 44   | Ironman Switzerland                                | Zürich           | 09:36:34 |                                                                                          |
| 20. Juni 2004 | 7    | Bonn-Triathlon                                     | Bonn             | 02:58:52 | [ 4 ]                                                                                    |
| 22. Juni 2003 | 4    | Bonn-Triathlon                                     | Bonn             | 02:55:13 | [ 5 ]                                                                                    |
| 8. Sep. 2002  | 5    | Half Ironman UK                                    | Llanberis        | 04:10:17 | [ 6 ]                                                                                    |
| 29. Juni 2002 | 18   | Allgäu Triathlon                                   | Immenstadt       | 02:11:13 | auf der olympischen Distanz                                                              |
| 23. Juli 2001 | 6    | DTU Deutsche Meisterschaft Triathlon Mitteldistanz | Immenstadt       | 04:21:40 | Deutsche Meisterschaft auf der Mitteldistanz beim Allgäu Triathlon                       |
| 17. Juni 2001 | 4    | Bonn-Triathlon                                     | Bonn             | 02:55:02 | hinter dem Sieger Lothar Leder                                                           |
| 16. Okt. 2000 | 50   | Ironman Hawaii                                     | Hawaii           | 09:17:59 |                                                                                          |
| 6. Aug. 2000  | 14   | Ironman Switzerland                                | Zürich           | 08:53:01 |                                                                                          |
| 16. Okt. 1999 | 24   | Ironman Hawaii                                     | Hawaii           | 08:54:57 |                                                                                          |
| 11. Juli 1999 | 18   | ITU Long Distance Triathlon World Championships    | Säter            | 05:59:59 | Triathlon-Weltmeisterschaft auf der Langdistanz                                          |
| 25. Mai 1999  | 11   | Ironman Lanzarote                                  | Playa del Carmen | 09:42:18 | auf der Ironman-Langdistanz (3,86 km Schwimmen, 180,2 km Radfahren und 42,195 km Laufen) |
| 23. Aug. 1997 | 1    | Trans Vorarlberg Triathlon                         | Bregenz          | 05:40:35 |                                                                                          |
| 5. Juli 1997  | 25   | ETU Triathlon European Championships               | Vuokatti         | 02:04:43 | Triathlon-Europameisterschaft auf der Kurzdistanz                                        |
| 25. Aug. 1996 | 1    | Trans Vorarlberg Triathlon                         | Bregenz          | 05:25:23 | [ 7 ]                                                                                    |
| 7. Juli 1996  | 25   | ETU Triathlon European Championships               | Szombathely      | 01:46:41 | Europameisterschaft der ETU                                                              |
| 26. Aug. 1995 | 2    | Trans Vorarlberg Triathlon                         | Bregenz          | 05:51:21 |                                                                                          |
| 27. Aug. 1994 | 1    | Trans Vorarlberg Triathlon                         | Bregenz          |          |                                                                                          |
| 1994          | 1    | Buschhütten Triathlon                              | Buschhütten      |          |                                                                                          |
| 12. Sep. 1992 | 25   | ITU Triathlon World Championship Junior Men        | Huntsville       | 02:00:59 |                                                                                          |

| Datum/Jahr    | Rang | Wettbewerb                           | Austragungsort | Zeit     | Bemerkung                         |
| ------------- | ---- | ------------------------------------ | -------------- | -------- | --------------------------------- |
| 23. Okt. 2005 | 42   | Xterra Triathlon World Championships | Maui           | 03:05:58 | Weltmeisterschaft Cross-Triathlon |